# Saint-Synode de l'Église orthodoxe bulgare

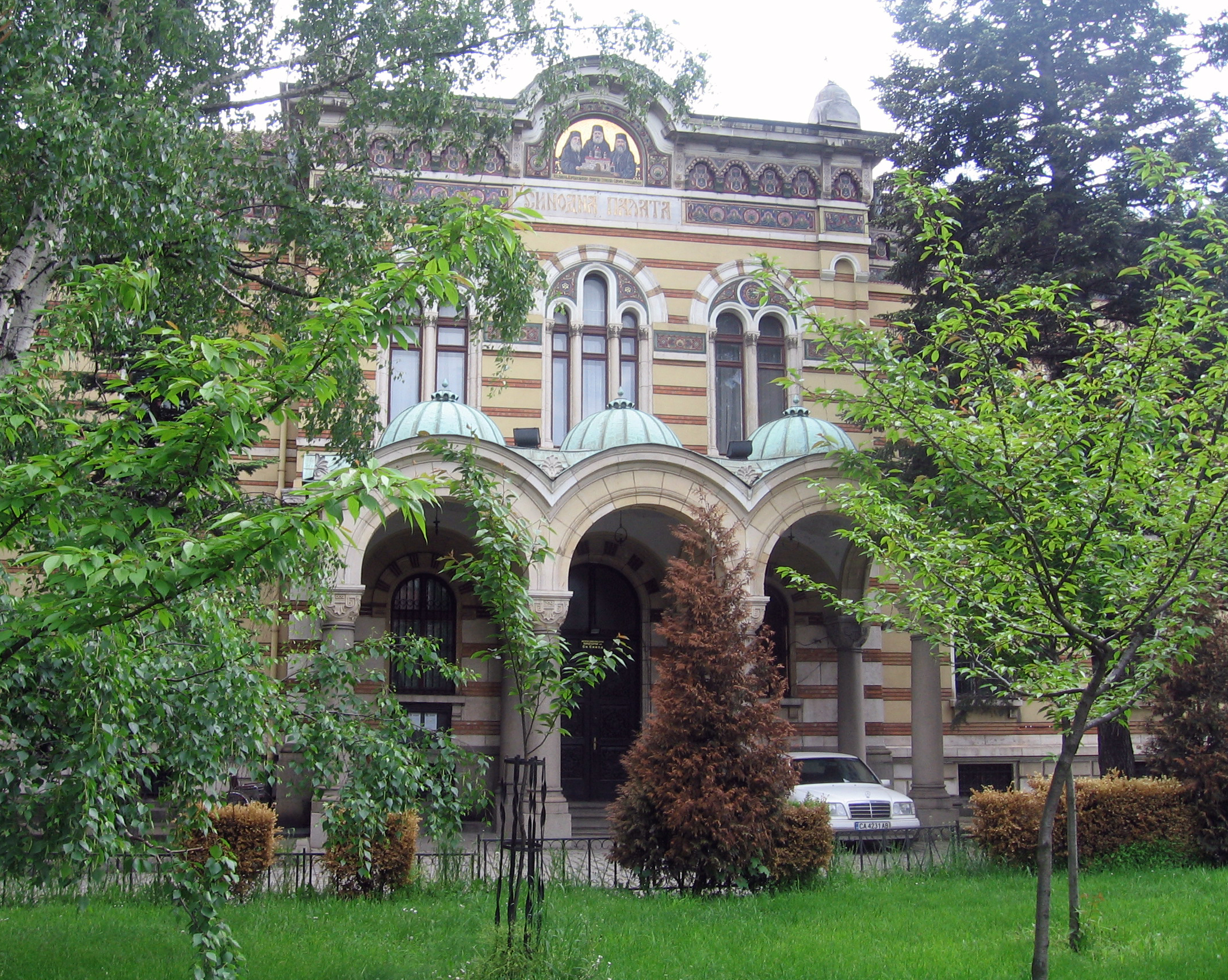
Le palais du Saint-Synode de l'Église orthodoxe bulgare, à Sofia.

Le Saint-Synode de l'Église orthodoxe bulgare (en bulgare : Свети Синод на Българската православна църква) siège à Sofia.